# Aniptodera limnetica
Aniptodera limnetica är en svampart som beskrevs av Shearer 1989. Aniptodera limnetica ingår i släktet Aniptodera och familjen Halosphaeriaceae.   Inga underarter finns listade i Catalogue of Life.